# Rajons de Gulbene
Le rajons de Gulbene est un ancien district de Lettonie situé dans l'extrême nord-est de la Lettonie. Sa capitale était Gulbene. Il a été supprimé, comme tous les rajons, lors de la réforme territoriale en juillet 2009.

## Population (2000)
Au recensement de l'an 2000, le district avait 28 194 habitants, dont :
- Lettons : 23 799 personnes, soit 84,41 %.
- Russes :  3 332 personnes, soit 11,82 %.
- Biélorusses :    317 personnes, soit  1,12 %.
- Ukrainiens :    275 personnes, soit  0,98 %.
- Polonais :    227 personnes, soit  0,81 %.
- Lituaniens :     69 personnes, soit  0,25 %.
- Autres :    175 personnes, soit  0,62 %.

Le terme Autres inclut notamment des ressortissants issus de l'ex-URSS (Estoniens, Moldaves...), ainsi que des Rroms.

## Subdivisions

### Ville
- Gulbene

### Pagasts
- Beļava
- Dauksti
- Druviena
- Galgauska
- Litene
- Lizums
- Līgo
- Lejasciems
- Jaungulbene
- Stāmeriena
- Ranka
- Stradi
- Tirza